# 시스템 온 모듈

모듈 회로 기판의 시스템에 사용되는 일반적인 SoC

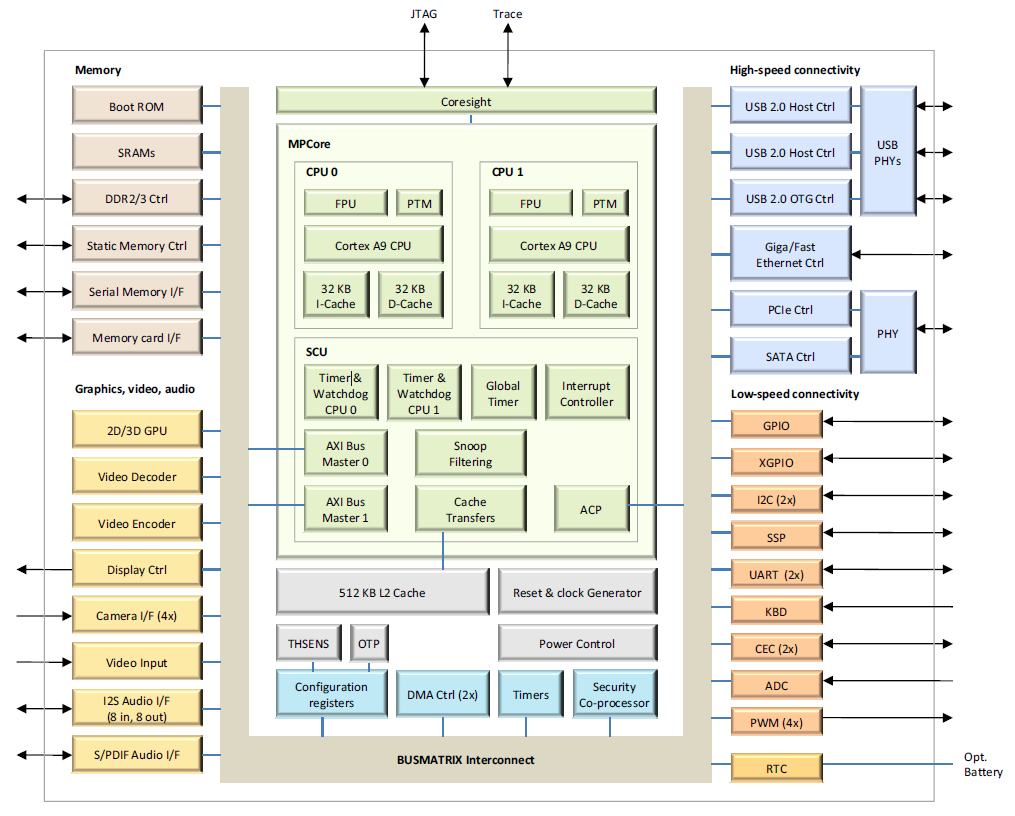
SoM 블록 다이어그램 예시

시스템 온 모듈(System on module, SoM)은 단일 모듈에 시스템 기능을 통합하는 보드 수준의 회로이다. 단일 보드에 디지털 및 아날로그 기능을 통합할 수 있다. 일반적인 응용 분야는 임베디드 시스템 영역이다. 단일 보드 컴퓨터와 달리 SoM은 시스템 온 칩(SoC)과 같은 특수 기능을 수행한다. SoM에 통합된 장치는 속도, 타이밍, 버스 폭 등과 같은 이유로 높은 수준의 상호 연결이 필요하다. SoC와 마찬가지로 SoM을 구축하는 데 이점이 있으며, 한 가지 주목할 만한 결과는 베이스 보드 또는 주 PCB의 비용을 절감하는 것이다. SoM의 두 가지 주요 장점은 설계 재사용과 다양한 임베디드 컴퓨터 응용 분야에 통합될 수 있다는 점이다.

## 역사
SoM이라는 약어는 블레이드 기반 모듈에서 유래되었다. 1980년대 중반, VME버스 블레이드가 M-모듈을 사용했을 때, 이들은 일반적으로 시스템 온 모듈(SoM)이라고 불렸다. 이 SoM들은 컴퓨팅 기능 및 데이터 수집 기능과 같은 특정 기능을 수행했다. SoM은 썬 마이크로시스템즈, 모토로라, 제록스, DEC, 그리고 IBM에서 블레이드 컴퓨터에 광범위하게 사용되었다.

## 설계
일반적인 SoM은 다음으로 구성된다.
- 최소 하나의 마이크로컨트롤러, 마이크로프로세서 또는 디지털 신호 처리 장치(DSP) 코어
  - 멀티프로세서 시스템 온 칩(MPSoC)은 두 개 이상의 프로세서 코어를 가지고 있다.
- ROM, RAM, EEPROM 및 플래시 메모리의 선택을 포함하는 기억 블록
- 타이밍 소스
- USB, 파이어와이어, 이더넷, USART, SPI, I²C와 같은 산업 표준 통신 프로토콜 인터페이스
- 카운터-타이머, 실시간 타이머 및 파워 온 리셋 생성기를 포함한 주변 장치
- 아날로그-디지털 변환기와 디지털-아날로그 변환회로를 포함한 아날로그 인터페이스
- 전압 조정기 및 전원 관리 회로

## 같이 보기
- VPX
- VXS